# Paul Scholes
Paul Aaron Scholes (Salford, 16 novembre 1974) è un dirigente sportivo, allenatore di calcio ed ex calciatore inglese, di ruolo centrocampista, co-proprietario del Salford City.
È ampiamente considerato dagli esperti e da altri ex giocatori come uno dei migliori centrocampisti della sua generazione e uno dei più grandi giocatori del Manchester United  di tutti i tempi.
È soprannominato Silent Hero (in italiano Eroe Silenzioso) dai tifosi del Manchester United, squadra alla quale ha legato tutta la sua ultra-ventennale carriera.

## Caratteristiche tecniche

### Giocatore
Scholes è ritenuto uno dei centrocampisti centrali più forti della propria generazione, omaggiato tra i tanti anche da Zinédine Zidane (che lo considera «Il più grande centrocampista della nostra generazione, l'avversario più difficile da affrontare») e da Xavi (che nel 2011 ammise di essere da sempre un ammiratore dell'inglese, ritenendolo «Il più grande centrocampista centrale degli ultimi 15-20 anni»). Era un centrocampista completo, dotato di grande quantità (nonostante sia affetto da asma, malattia che lo costringeva a fare un aerosol prima di ogni partita) e qualità; di piede destro, rubava palloni a tutto campo e lottava a volte fino ai limiti della regolarità, ma era anche dotato di grande tecnica e visione di gioco, caratteristiche che gli hanno permesso di essere sempre annoverato tra i migliori registi d'Europa, anche in età avanzata. In fase offensiva aveva negli inserimenti e nel tiro dalla distanza i suoi punti di forza. I 155 gol segnati in 718 partite con la maglia del Manchester United hanno dimostrato il suo grande contributo alla squadra anche in fase realizzativa.

## Carriera

### Giocatore

#### Club
All'età di 16 anni, nel 1990, entrò nella squadra giovanile del Manchester United. Il 23 luglio 1993 firmò il suo primo contratto da professionista e nella stagione 1994-1995 collezionò 17 presenze realizzando 5 goal. Il suo debutto avvenne il 21 settembre 1994 contro il Port Vale, gara di Coppa di Lega vinta 2-1 in cui segnò una doppietta.
Il posto da titolare fisso lo ottenne a partire dalla stagione 1997-1998, complice un infortunio occorso a Roy Keane. Nella stagione 1998-1999 vinse con i "Red Devils" il "treble", ossia scudetto, FA Cup e Champions League. Siglò una rete nella finale di FA Cup contro il Newcastle United, ma saltò la finale di Champions League contro il Bayern Monaco a causa di una squalifica.
Subì un infortunio nella stagione 2005-2006, rimanendo fuori parecchi mesi a causa di un grave problema alla vista e rientrando in campo alla fine della stagione. Il 22 ottobre 2006, nella vittoria per 2-0 contro il Liverpool, diventò il nono giocatore a raggiungere quota 500 presenze con il Manchester United; dopo quella partita venne votato "Man of the match".
Il 3 marzo 2007 subì la sua seconda espulsione della carriera, in FA Premier League al Manchester United, a causa di una gomitata rifilata a Xabi Alonso del Liverpool (la prima fu contro l'Everton nell'aprile 2005). Tornò in campo dopo tre giornate di squalifica, il 31 marzo contro il Blackburn, realizzando anche un gol. Subì poi un'altra espulsione nel corso della stagione contro la Roma, il 24 aprile in Champions League, a causa di una doppia ammonizione. Nella sfida dell'andata raggiunse il traguardo delle 100 presenze nella massima competizione continentale. Il 7 maggio 2007 vinse il suo settimo titolo nazionale.

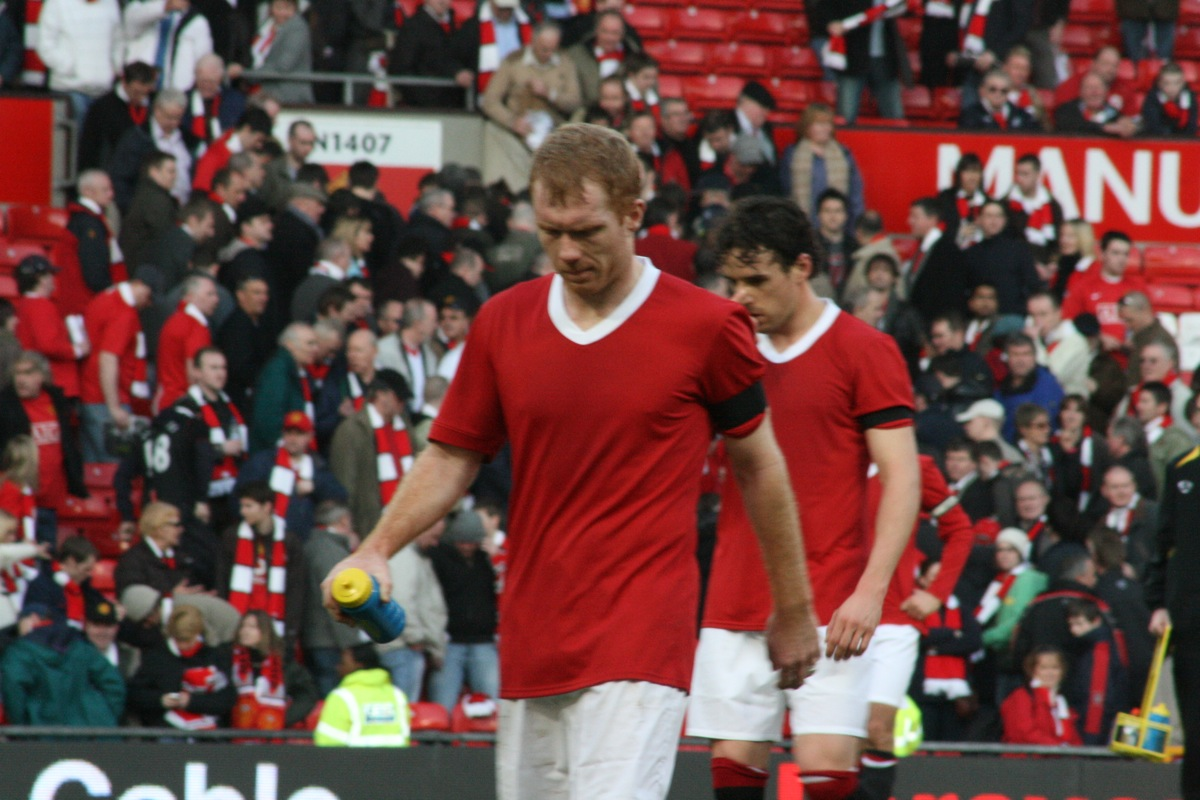
Paul Sholes contro i rivali del Manchester City nel 2008

Nella stagione 2007-2008 realizzò il suo primo gol il 15 agosto, contro il Portsmouth.
Il 6 marzo 2010, firmando il gol-vittoria in Wolverhampton-Manchester United (0-1), raggiunse quota 100 reti in Premier League. Il 16 aprile 2010 rinnovò il contratto con lo United fino al 30 giugno 2011.
Il 31 maggio 2011, dopo aver perso la finale di Champions League contro il Barcellona, annunciò il ritiro dal calcio giocato, rimanendo comunque nello staff di Sir Alex allo United.
L'8 gennaio 2012, su richiesta di Sir Alex Ferguson, decise di tornare a vestire la maglia dello United fino alla fine della stagione. Tornò in campo lo stesso giorno, nel derby Manchester City-Manchester Utd (2-3), valevole per il passaggio del turno in FA Cup. Alla sua seconda partita dopo il rientro segnò un gol in Premier League contro il Bolton.
Il 14 maggio 2012 rinnovò il contratto di un ulteriore anno, con scadenza 30 giugno 2013. Il 12 maggio 2013 annunciò la decisione di ritirarsi a fine stagione, a pochi giorni dal ritiro di un altro elemento simbolo della squadra mancuniana, l'allenatore Alex Ferguson, rimasto sulla panchina dei Red Devils per 27 anni.

#### Nazionale
Ha vestito la maglia della Nazionale inglese per sette anni, debuttando nel 1997 in amichevole contro il Sudafrica il 24 maggio (2-1 per gli inglesi il finale), rilevando al 65' Teddy Sheringham. Alla sua seconda partita (anche questa amichevole) parte per la prima volta da titolare, e realizza il primo goal con la nazionale dei tre leoni nel successo per 2-0 contro l'Italia; in quella gara ha anche fornito a Ian Wright l'assist per l'altro goal degli inglesi.
Con la maglia dell'Inghilterra ha giocato i Mondiali del 1998 e del 2002 e gli europei del 2000 e del 2004. Il 5 giugno 1999 è stato il primo calciatore inglese ad essere espulso a Wembley in 223 partite interne della Nazionale inglese. Dal momento che l'impianto è stato demolito, è l'unico giocatore inglese espulso al vecchio stadio di Wembley.
Dopo Euro 2004 ha annunciato il suo ritiro dalla Nazionale, volendosi dedicare completamente al proprio club. Poco prima dei mondiali 2010 il CT della Nazionale inglese Fabio Capello lo ha contattato per chiedergli di far parte della spedizione in partenza per il Sudafrica: Scholes ha declinato l'invito per rispetto di chi si era guadagnato il diritto a partecipare a quel mondiale sul campo giocando nelle qualificazioni.

### Allenatore
Dopo il primo e momentaneo ritiro dal calcio giocato, Paul Scholes rimase al Manchester United con un ruolo tecnico nello staff giovanile del club. Nel luglio del 2011, infatti, diventò il vice-allenatore di Warren Joyce sulla panchina della squadra riserve, ma dovette lasciare l'incarico quando riprese l'attività agonistica nel gennaio del 2012.
Il 23 aprile 2014 affiancò l'ex compagno Ryan Giggs sulla panchina del Manchester United, entrambi chiamati a traghettare la squadra fino al termine della stagione dopo l'esonero di David Moyes. Nonostante tre vittorie in quattro partite, i Red Devils chiusero il campionato al settimo posto in classifica, mancando la qualificazione alle coppe europee per la prima volta dopo ventiquattro anni.

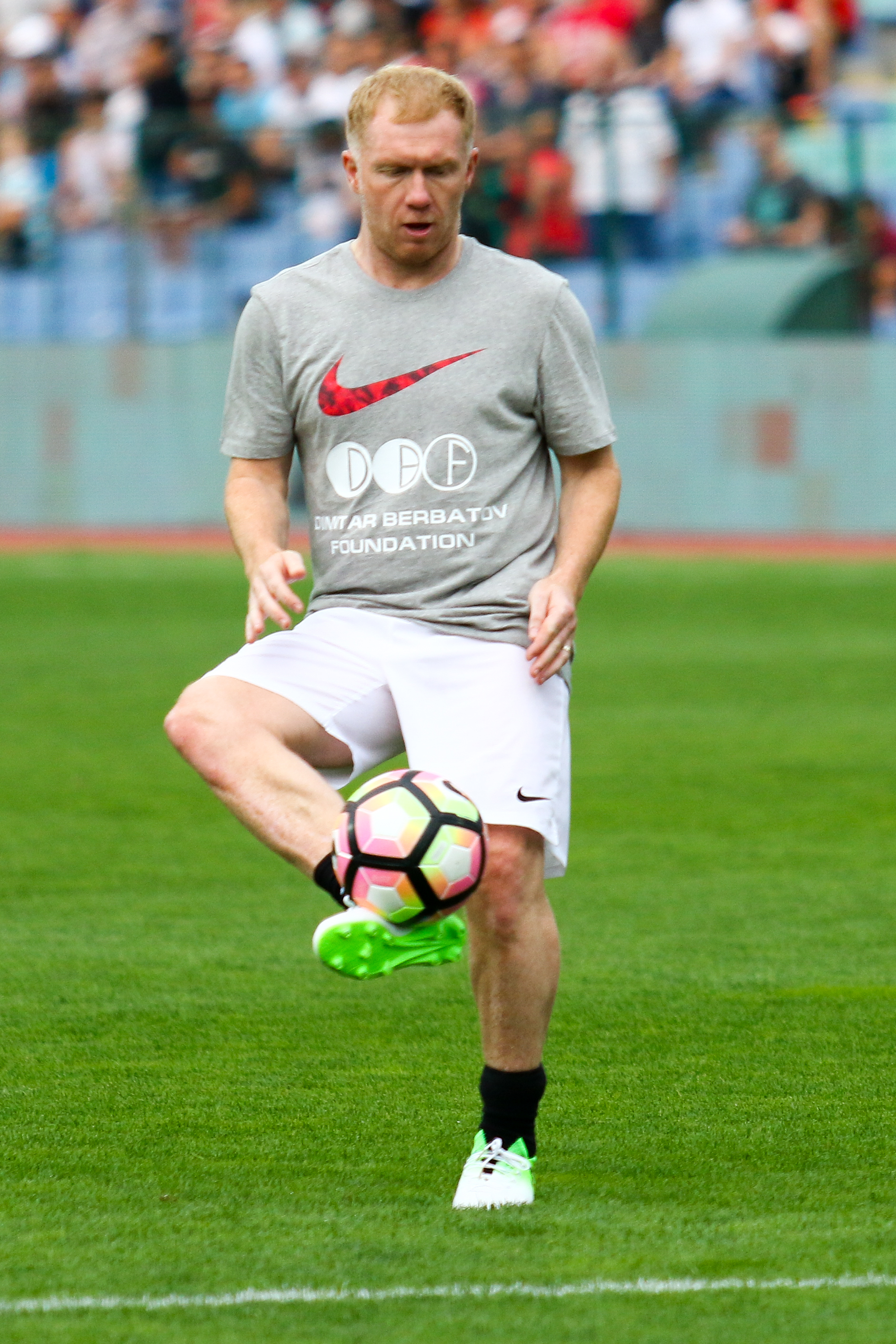
Scholes in un match di beneficenza nel 2017

Nel gennaio 2015 guida per una partita il Salford City.
L’11 febbraio 2019 fu ingaggiato come allenatore dall’Oldham Athletic, squadra militante in Football League Two (quarta divisione inglese), ma il 14 marzo seguente annunciò le sue dimissione avendo conquistato una sola vittoria in sette partite di campionato.
Il 12 ottobre 2020 viene assunto per la seconda volta come allenatore ad interim del Salford City. Guida la squadra per 5 partite, dopodiché viene rimpiazzato da Richie Wellens il 4 novembre seguente.

### Dirigente
Nel 2014, lui insieme agli altri ex giocatori del Manchester United, Ryan Giggs, Nicky Butt, Gary Neville e Phil Neville hanno formato una cordata per l'acquisto del Salford City, con il debutto della nuova proprietà a partire dalla stagione 2014-2015.

## Statistiche

### Presenze e reti nei club
| Stagione                 | Squadra                  | Campionato               | Campionato | Campionato | Coppe nazionali | Coppe nazionali | Coppe nazionali | Coppe continentali | Coppe continentali | Coppe continentali | Altre coppe | Altre coppe | Altre coppe | Totale | Totale |
| Stagione                 | Squadra                  | Comp                     | Pres       | Reti       | Comp            | Pres            | Reti            | Comp               | Pres               | Reti               | Comp        | Pres        | Reti        | Pres   | Reti   |
| ------------------------ | ------------------------ | ------------------------ | ---------- | ---------- | --------------- | --------------- | --------------- | ------------------ | ------------------ | ------------------ | ----------- | ----------- | ----------- | ------ | ------ |
| 1993-1994                | Manchester Utd           | PL                       | 0          | 0          | FACup+CdL       | 0               | 0               | UCL                | 0                  | 0                  | CS          | 0           | 0           | 0      | 0      |
| 1994-1995                | Manchester Utd           | PL                       | 17         | 5          | FACup+CdL       | 3+3             | 0+2             | UCL                | 2                  | 0                  | CS          | 0           | 0           | 25     | 7      |
| 1995-1996                | Manchester Utd           | PL                       | 26         | 10         | FACup+CdL       | 2+1             | 1+2             | CU                 | 2                  | 1                  | -           | -           | -           | 31     | 14     |
| 1996-1997                | Manchester Utd           | PL                       | 24         | 3          | FACup+CdL       | 2+2             | 2+1             | UCL                | 4                  | 0                  | CS          | 1           | 0           | 33     | 6      |
| 1997-1998                | Manchester Utd           | PL                       | 31         | 8          | FACup+CdL       | 2+1             | 0               | UCL                | 7                  | 2                  | CS          | 1           | 0           | 42     | 10     |
| 1998-1999                | Manchester Utd           | PL                       | 31         | 6          | FACup+CdL       | 6+1             | 1+0             | UCL                | 12                 | 4                  | CS          | 1           | 0           | 51     | 11     |
| 1999-2000                | Manchester Utd           | PL                       | 31         | 9          | FACup+CdL       | 0               | 0               | UCL                | 11                 | 3                  | CS+SU+CI    | 1+1+1       | 0           | 45     | 12     |
| 2000-2001                | Manchester Utd           | PL                       | 32         | 6          | FACup+CdL       | 0               | 0               | UCL                | 12                 | 6                  | CS          | 1           | 0           | 45     | 12     |
| 2001-2002                | Manchester Utd           | PL                       | 35         | 8          | FACup+CdL       | 2+0             | 0               | UCL                | 13                 | 1                  | CS          | 1           | 0           | 51     | 9      |
| 2002-2003                | Manchester Utd           | PL                       | 33         | 14         | FACup+CdL       | 3+6             | 1+3             | UCL                | 10                 | 2                  | -           | -           | -           | 52     | 20     |
| 2003-2004                | Manchester Utd           | PL                       | 28         | 9          | FACup+CdL       | 6+0             | 4+0             | UCL                | 5                  | 1                  | CS          | 1           | 0           | 40     | 14     |
| 2004-2005                | Manchester Utd           | PL                       | 33         | 9          | FACup+CdL       | 6+2             | 3+0             | UCL                | 7                  | 0                  | CS          | 1           | 0           | 49     | 12     |
| 2005-2006                | Manchester Utd           | PL                       | 20         | 2          | FACup+CdL       | 0               | 0               | UCL                | 7                  | 1                  | -           | -           | -           | 27     | 3      |
| 2006-2007                | Manchester Utd           | PL                       | 30         | 6          | FACup+CdL       | 4+0             | 0               | UCL                | 11                 | 1                  | -           | -           | -           | 45     | 7      |
| 2007-2008                | Manchester Utd           | PL                       | 24         | 1          | FACup+CdL       | 3+0             | 0               | UCL                | 7                  | 1                  | CS          | -           | -           | 34     | 2      |
| 2008-2009                | Manchester Utd           | PL                       | 21         | 2          | FACup+CdL       | 2+3             | 1+0             | UCL                | 6                  | 0                  | CS+SU+CmC   | 1+1+1       | 0           | 35     | 3      |
| 2009-2010                | Manchester Utd           | PL                       | 28         | 3          | FACup+CdL       | 0+2             | 0+1             | UCL                | 7                  | 3                  | CS          | 1           | 0           | 38     | 7      |
| 2010-2011                | Manchester Utd           | PL                       | 22         | 1          | FACup+CdL       | 3+0             | 0               | UCL                | 7                  | 0                  | CS          | 1           | 0           | 33     | 1      |
| gen. -giu.2012           | Manchester Utd           | PL                       | 17         | 4          | FACup+CdL       | 2+0             | 0               | UEL                | 2                  | 0                  | -           | -           | -           | 21     | 4      |
| 2012-2013                | Manchester Utd           | PL                       | 16         | 1          | FACup+CdL       | 3+0             | 0               | UCL                | 2                  | 0                  | -           | -           | -           | 21     | 1      |
| Totale Manchester United | Totale Manchester United | Totale Manchester United | 499        | 107        |                 | 70              | 22              |                    | 134                | 26                 |             | 15          | 0           | 718    | 155    |
| sett. -nov.2018          | Royton Town              | MFL                      | 2          | 0          |                 | -               | -               |                    | -                  | -                  | LCA         | 1           | 0           | 3      | 0      |
| Totale carriera          | Totale carriera          | Totale carriera          | 501        | 107        |                 | 70              | 22              |                    | 134                | 26                 |             | 16          | 0           | 721    | 155    |

### Cronologia presenze e reti in nazionale
| Cronologia completa delle presenze e delle reti in nazionale ― Inghilterra | Cronologia completa delle presenze e delle reti in nazionale ― Inghilterra | Cronologia completa delle presenze e delle reti in nazionale ― Inghilterra | Cronologia completa delle presenze e delle reti in nazionale ― Inghilterra | Cronologia completa delle presenze e delle reti in nazionale ― Inghilterra | Cronologia completa delle presenze e delle reti in nazionale ― Inghilterra | Cronologia completa delle presenze e delle reti in nazionale ― Inghilterra | Cronologia completa delle presenze e delle reti in nazionale ― Inghilterra |
| Data                                                                       | Città                                                                      | In casa                                                                    | Risultato                                                                  | Ospiti                                                                     | Competizione                                                               | Reti                                                                       | Note                                                                       |
| -------------------------------------------------------------------------- | -------------------------------------------------------------------------- | -------------------------------------------------------------------------- | -------------------------------------------------------------------------- | -------------------------------------------------------------------------- | -------------------------------------------------------------------------- | -------------------------------------------------------------------------- | -------------------------------------------------------------------------- |
| 24-5-1997                                                                  | Manchester                                                                 | Inghilterra                                                                | 2 – 1                                                                      | Sudafrica                                                                  | Amichevole                                                                 | -                                                                          |                                                                            |
| 4-6-1997                                                                   | Nantes                                                                     | Italia                                                                     | 0 – 2                                                                      | Inghilterra                                                                | Amichevole                                                                 | 1                                                                          |                                                                            |
| 10-6-1997                                                                  | Parigi                                                                     | Brasile                                                                    | 1 – 0                                                                      | Inghilterra                                                                | Amichevole                                                                 | -                                                                          |                                                                            |
| 10-9-1997                                                                  | Londra                                                                     | Inghilterra                                                                | 4 – 0                                                                      | Moldavia                                                                   | Amichevole                                                                 | 1                                                                          |                                                                            |
| 15-11-1997                                                                 | Londra                                                                     | Inghilterra                                                                | 2 – 0                                                                      | Camerun                                                                    | Amichevole                                                                 | 1                                                                          |                                                                            |
| 22-4-1998                                                                  | Londra                                                                     | Inghilterra                                                                | 3 – 0                                                                      | Portogallo                                                                 | Amichevole                                                                 | -                                                                          |                                                                            |
| 23-5-1998                                                                  | Londra                                                                     | Inghilterra                                                                | 0 – 0                                                                      | Arabia Saudita                                                             | Amichevole                                                                 | -                                                                          |                                                                            |
| 15-6-1998                                                                  | Marsiglia                                                                  | Inghilterra                                                                | 2 – 0                                                                      | Tunisia                                                                    | Mondiali 1998 - 1º turno                                                   | 1                                                                          |                                                                            |
| 22-6-1998                                                                  | Tolosa                                                                     | Romania                                                                    | 2 – 1                                                                      | Inghilterra                                                                | Mondiali 1998 - 1º turno                                                   | -                                                                          |                                                                            |
| 26-6-1998                                                                  | Lens                                                                       | Colombia                                                                   | 0 – 1                                                                      | Inghilterra                                                                | Mondiali 1998 - 1º turno                                                   | -                                                                          |                                                                            |
| 30-6-1998                                                                  | Saint-Étienne                                                              | Argentina                                                                  | 2 – 2 dts (4 – 3 dtr)                                                      | Inghilterra                                                                | Mondiali 1998 - Ottavi di finale                                           | -                                                                          |                                                                            |
| 5-9-1998                                                                   | Stoccolma                                                                  | Svezia                                                                     | 2 – 1                                                                      | Inghilterra                                                                | Qual. Euro 2000                                                            | -                                                                          |                                                                            |
| 10-10-1998                                                                 | Londra                                                                     | Inghilterra                                                                | 0 – 0                                                                      | Bulgaria                                                                   | Qual. Euro 2000                                                            | -                                                                          |                                                                            |
| 14-10-1998                                                                 | Lussemburgo                                                                | Lussemburgo                                                                | 0 – 3                                                                      | Inghilterra                                                                | Qual. Euro 2000                                                            | -                                                                          |                                                                            |
| 10-2-1999                                                                  | Londra                                                                     | Inghilterra                                                                | 0 – 2                                                                      | Francia                                                                    | Amichevole                                                                 | -                                                                          |                                                                            |
| 27-3-1999                                                                  | Londra                                                                     | Inghilterra                                                                | 3 – 1                                                                      | Polonia                                                                    | Qual. Euro 2000                                                            | 3                                                                          |                                                                            |
| 5-6-1999                                                                   | Londra                                                                     | Inghilterra                                                                | 0 – 0                                                                      | Svezia                                                                     | Qual. Euro 2000                                                            | -                                                                          |                                                                            |
| 8-9-1999                                                                   | Varsavia                                                                   | Polonia                                                                    | 0 – 0                                                                      | Inghilterra                                                                | Qual. Euro 2000                                                            | -                                                                          |                                                                            |
| 13-11-1999                                                                 | Glasgow                                                                    | Scozia                                                                     | 0 – 2                                                                      | Inghilterra                                                                | Qual. Euro 2000                                                            | 2                                                                          |                                                                            |
| 17-11-1999                                                                 | Londra                                                                     | Inghilterra                                                                | 0 – 1                                                                      | Scozia                                                                     | Qual. Euro 2000                                                            | -                                                                          |                                                                            |
| 23-2-2000                                                                  | Londra                                                                     | Inghilterra                                                                | 0 – 0                                                                      | Argentina                                                                  | Amichevole                                                                 | -                                                                          |                                                                            |
| 27-5-2000                                                                  | Londra                                                                     | Inghilterra                                                                | 1 – 1                                                                      | Brasile                                                                    | Amichevole                                                                 | -                                                                          |                                                                            |
| 31-5-2000                                                                  | Londra                                                                     | Inghilterra                                                                | 2 – 0                                                                      | Ucraina                                                                    | Amichevole                                                                 | -                                                                          |                                                                            |
| 3-6-2000                                                                   | Ta' Qali                                                                   | Malta                                                                      | 1 – 2                                                                      | Inghilterra                                                                | Amichevole                                                                 | -                                                                          |                                                                            |
| 12-6-2000                                                                  | Eindhoven                                                                  | Portogallo                                                                 | 3 – 2                                                                      | Inghilterra                                                                | Euro 2000 - 1º turno                                                       | 1                                                                          |                                                                            |
| 17-6-2000                                                                  | Charleroi                                                                  | Inghilterra                                                                | 1 – 0                                                                      | Germania                                                                   | Euro 2000 - 1º turno                                                       | -                                                                          |                                                                            |
| 20-6-2000                                                                  | Charleroi                                                                  | Inghilterra                                                                | 2 – 3                                                                      | Romania                                                                    | Euro 2000 - 1º turno                                                       | -                                                                          |                                                                            |
| 2-9-2000                                                                   | Saint-Denis                                                                | Francia                                                                    | 1 – 1                                                                      | Inghilterra                                                                | Amichevole                                                                 | -                                                                          |                                                                            |
| 7-10-2000                                                                  | Londra                                                                     | Inghilterra                                                                | 0 – 1                                                                      | Germania                                                                   | Qual. Mondiali 2002                                                        | -                                                                          |                                                                            |
| 11-10-2000                                                                 | Helsinki                                                                   | Finlandia                                                                  | 0 – 0                                                                      | Inghilterra                                                                | Qual. Mondiali 2002                                                        | -                                                                          |                                                                            |
| 28-2-2001                                                                  | Birmingham                                                                 | Inghilterra                                                                | 3 – 0                                                                      | Spagna                                                                     | Amichevole                                                                 | -                                                                          |                                                                            |
| 24-3-2001                                                                  | Liverpool                                                                  | Inghilterra                                                                | 2 – 1                                                                      | Finlandia                                                                  | Qual. Mondiali 2002                                                        | -                                                                          |                                                                            |
| 28-3-2001                                                                  | Tirana                                                                     | Albania                                                                    | 1 – 3                                                                      | Inghilterra                                                                | Qual. Mondiali 2002                                                        | 1                                                                          |                                                                            |
| 25-5-2001                                                                  | Derby                                                                      | Inghilterra                                                                | 4 – 0                                                                      | Messico                                                                    | Amichevole                                                                 | 1                                                                          |                                                                            |
| 6-6-2001                                                                   | Atene                                                                      | Grecia                                                                     | 0 – 2                                                                      | Inghilterra                                                                | Qual. Mondiali 2002                                                        | 1                                                                          |                                                                            |
| 15-8-2001                                                                  | Londra                                                                     | Inghilterra                                                                | 0 – 2                                                                      | Paesi Bassi                                                                | Amichevole                                                                 | -                                                                          |                                                                            |
| 1-9-2001                                                                   | Monaco di Baviera                                                          | Germania                                                                   | 1 – 5                                                                      | Inghilterra                                                                | Qual. Mondiali 2002                                                        | -                                                                          |                                                                            |
| 5-9-2001                                                                   | Newcastle upon Tyne                                                        | Inghilterra                                                                | 2 – 0                                                                      | Albania                                                                    | Qual. Mondiali 2002                                                        | -                                                                          |                                                                            |
| 6-10-2001                                                                  | Manchester                                                                 | Inghilterra                                                                | 2 – 2                                                                      | Grecia                                                                     | Qual. Mondiali 2002                                                        | -                                                                          |                                                                            |
| 10-11-2001                                                                 | Manchester                                                                 | Inghilterra                                                                | 1 – 1                                                                      | Svezia                                                                     | Amichevole                                                                 | -                                                                          |                                                                            |
| 13-2-2002                                                                  | Amsterdam                                                                  | Paesi Bassi                                                                | 1 – 1                                                                      | Inghilterra                                                                | Amichevole                                                                 | -                                                                          |                                                                            |
| 17-4-2002                                                                  | Liverpool                                                                  | Inghilterra                                                                | 4 – 0                                                                      | Paraguay                                                                   | Amichevole                                                                 | -                                                                          |                                                                            |
| 21-5-2002                                                                  | Seogwipo                                                                   | Corea del Sud                                                              | 1 – 1                                                                      | Inghilterra                                                                | Amichevole                                                                 | -                                                                          |                                                                            |
| 26-5-2002                                                                  | Kobe                                                                       | Camerun                                                                    | 2 – 2                                                                      | Inghilterra                                                                | Amichevole                                                                 | -                                                                          |                                                                            |
| 2-6-2002                                                                   | Saitama                                                                    | Inghilterra                                                                | 1 – 1                                                                      | Svezia                                                                     | Mondiali 2002 - 1º turno                                                   | -                                                                          |                                                                            |
| 7-6-2002                                                                   | Sapporo                                                                    | Argentina                                                                  | 0 – 1                                                                      | Inghilterra                                                                | Mondiali 2002 - 1º turno                                                   | -                                                                          |                                                                            |
| 12-6-2002                                                                  | Osaka                                                                      | Nigeria                                                                    | 0 – 0                                                                      | Inghilterra                                                                | Mondiali 2002 - 1º turno                                                   | -                                                                          |                                                                            |
| 15-6-2002                                                                  | Niigata                                                                    | Danimarca                                                                  | 0 – 3                                                                      | Inghilterra                                                                | Mondiali 2002 - Ottavi di finale                                           | -                                                                          |                                                                            |
| 21-6-2002                                                                  | Fukuroi                                                                    | Inghilterra                                                                | 1 – 2                                                                      | Brasile                                                                    | Mondiali 2002 - Quarti di finale                                           | -                                                                          |                                                                            |
| 12-10-2002                                                                 | Bratislava                                                                 | Slovenia                                                                   | 1 – 2                                                                      | Inghilterra                                                                | Qual. Euro 2004                                                            | -                                                                          |                                                                            |
| 16-10-2002                                                                 | Southampton                                                                | Inghilterra                                                                | 2 – 2                                                                      | Macedonia                                                                  | Qual. Euro 2004                                                            | -                                                                          |                                                                            |
| 12-2-2003                                                                  | Londra                                                                     | Inghilterra                                                                | 1 – 3                                                                      | Australia                                                                  | Amichevole                                                                 | -                                                                          |                                                                            |
| 29-3-2003                                                                  | Vaduz                                                                      | Liechtenstein                                                              | 0 – 2                                                                      | Inghilterra                                                                | Qual. Euro 2004                                                            | -                                                                          |                                                                            |
| 2-4-2003                                                                   | Sunderland                                                                 | Inghilterra                                                                | 2 – 0                                                                      | Turchia                                                                    | Qual. Euro 2004                                                            | -                                                                          |                                                                            |
| 22-5-2003                                                                  | Durban                                                                     | Sudafrica                                                                  | 1 – 2                                                                      | Inghilterra                                                                | Amichevole                                                                 | -                                                                          |                                                                            |
| 3-6-2003                                                                   | Leicester                                                                  | Inghilterra                                                                | 2 – 1                                                                      | Montenegro                                                                 | Amichevole                                                                 | -                                                                          |                                                                            |
| 11-6-2003                                                                  | Middlesbrough                                                              | Inghilterra                                                                | 2 – 1                                                                      | Slovenia                                                                   | Qual. Euro 2004                                                            | -                                                                          |                                                                            |
| 20-8-2003                                                                  | Ipswich                                                                    | Inghilterra                                                                | 3 – 1                                                                      | Croazia                                                                    | Amichevole                                                                 | -                                                                          |                                                                            |
| 11-10-2003                                                                 | Istanbul                                                                   | Turchia                                                                    | 0 – 0                                                                      | Inghilterra                                                                | Qual. Euro 2004                                                            | -                                                                          |                                                                            |
| 18-2-2004                                                                  | Faro                                                                       | Portogallo                                                                 | 1 – 1                                                                      | Inghilterra                                                                | Amichevole                                                                 | -                                                                          |                                                                            |
| 1-6-2004                                                                   | Manchester                                                                 | Inghilterra                                                                | 1 – 1                                                                      | Giappone                                                                   | Amichevole                                                                 | -                                                                          |                                                                            |
| 5-6-2004                                                                   | Manchester                                                                 | Inghilterra                                                                | 6 – 1                                                                      | Islanda                                                                    | Amichevole                                                                 | -                                                                          |                                                                            |
| 13-6-2004                                                                  | Lisbona                                                                    | Francia                                                                    | 2 – 1                                                                      | Inghilterra                                                                | Euro 2004 - 1º turno                                                       | -                                                                          |                                                                            |
| 17-6-2004                                                                  | Coimbra                                                                    | Inghilterra                                                                | 3 – 0                                                                      | Svizzera                                                                   | Euro 2004 - 1º turno                                                       | -                                                                          |                                                                            |
| 21-6-2004                                                                  | Lisbona                                                                    | Croazia                                                                    | 2 – 4                                                                      | Inghilterra                                                                | Euro 2004 - 1º turno                                                       | 1                                                                          |                                                                            |
| 24-6-2004                                                                  | Lisbona                                                                    | Portogallo                                                                 | 2 – 2 dts (6 – 5 dtr)                                                      | Inghilterra                                                                | Euro 2004 - Quarti di finale                                               | -                                                                          |                                                                            |
| Totale                                                                     |                                                                            | Presenze                                                                   | 66                                                                         |                                                                            | Reti                                                                       | 14                                                                         |                                                                            |

### Statistiche da allenatore
Statistiche aggiornate al 4 novembre 2020.
| Stagione        | Squadra         | Campionato      | Campionato | Campionato | Campionato | Campionato | Coppe nazionali | Coppe nazionali | Coppe nazionali | Coppe nazionali | Coppe nazionali | Coppe continentali | Coppe continentali | Coppe continentali | Coppe continentali | Coppe continentali | Altre coppe | Altre coppe | Altre coppe | Altre coppe | Altre coppe | Totale | Totale | Totale | Totale | % Vittorie |
| Stagione        | Squadra         | Comp            | G          | V          | N          | P          | Comp            | G               | V               | N               | P               | Comp               | G                  | V                  | N                  | P                  | Comp        | G           | V           | N           | P           | G      | V      | N      | P      | %          |
| --------------- | --------------- | --------------- | ---------- | ---------- | ---------- | ---------- | --------------- | --------------- | --------------- | --------------- | --------------- | ------------------ | ------------------ | ------------------ | ------------------ | ------------------ | ----------- | ----------- | ----------- | ----------- | ----------- | ------ | ------ | ------ | ------ | ---------- |
| gen.-feb. 2015  | Salford City    | NPL             | 1          | 1          | 0          | 0          | FACup+CdL       | 0               | 0               | 0               | 0               | -                  | -                  | -                  | -                  | -                  | FLT         | 0           | 0           | 0           | 0           | 1      | 1      | 0      | 0      | 100,00&    |
| feb.-mar. 2019  | Oldham Athletic | FL2             | 7          | 1          | 3          | 3          | FACup+CdL       | 0               | 0               | 0               | 0               | -                  | -                  | -                  | -                  | -                  | FLT         | 0           | 0           | 0           | 0           | 7      | 1      | 3      | 3      | 14,29      |
| ott.-nov. 2020  | Salford City    | FL2             | 5          | 2          | 1          | 2          | FACup+CdL       | 0               | 0               | 0               | 0               | -                  | -                  | -                  | -                  | -                  | FLT         | 0           | 0           | 0           | 0           | 5      | 2      | 1      | 2      | 40,00      |
| Totale carriera | Totale carriera | Totale carriera | 13         | 4          | 4          | 5          |                 | 0               | 0               | 0               | 0               |                    | 0                  | 0                  | 0                  | 0                  |             | 0           | 0           | 0           | 0           | 13     | 4      | 4      | 5      | 30,77      |

## Palmarès

### Giocatore

#### Club

##### Competizioni nazionali
- Community Shield: 7

Manchester United: 1994, 1996, 1997, 2003, 2007, 2008, 2010
- Campionato inglese: 11

Manchester United: 1995-1996, 1996-1997, 1998-1999, 1999-2000, 2000-2001, 2002-2003, 2006-2007, 2007-2008, 2008-2009, 2010-2011, 2012-2013
- Coppa d'Inghilterra: 3

Manchester United: 1995-1996, 1998-1999, 2003-2004
- Coppa di Lega inglese: 3

Manchester United: 2005-2006, 2008-2009, 2009-2010

##### Competizioni internazionali
- UEFA Champions League: 2

Manchester United: 1998-1999, 2007-2008
- Coppa Intercontinentale: 1

Manchester United: 1999
- Coppa del mondo per club: 1

Manchester United: 2008

#### Nazionale
- Campionato d'Europa Under-18: 1

Inghilterra 1993

#### Individuale
- Miglior giocatore della Community Shield: 1

2010